# Giáo hoàng Clêmentê IV
Clêmentê IV (tiếng Latinh: Clemens IV; 23 tháng 11, 1190 – 29 tháng 11, 1268), tên khai sinh Gui Foucois (tiếng Latinh: Guido Falcodius; tiếng Pháp: Guy de Foulques hay Guy Foulques) là vị giáo hoàng thứ 183 của Giáo hội Công giáo.
Theo niên giám tòa thánh năm 1806 thì ông đắc cử giáo hoàng năm 1265 và ở ngôi trong 3 năm 1 tháng 20 hoặc 24 ngày. Niên giám tòa thánh năm 2003 xác định ông đắc cử ngày 5 tháng 12 năm 1265, ngày khai mạc chức vụ mục tử đoàn chiên chúa là ngày 15 tháng 12 và ngày kết thúc triều đại là 29 tháng 11 năm 1268.

## Tiểu sử
Giáo hoàng Clemens IV sinh tại Saint Giles, Pháp ngày 23 tháng 11 năm 1200 với tên thật là Guy Foulques hay Gui Foucois, còn gọi là le Gros. Ông đã lập gia đình trước khi tu hành và có hai người con gái. Trước khi trở thành giáo sĩ ông là một quân nhân đã sống quảng đại vì mọi người và rồi làm thư ký cho vua Louis IX. Sau cái chết của vợ, ông đã noi gương cha mình và từ bỏ cuộc sống thế tục vì Giáo hội.
Sự thăng tiến của Clemens rất nhanh. Thụ phong tại tu viện Saint-Magloire, Paris, ông trở thành mục sư của Saint-Gilles năm 1255. Năm 1257, ông được bổ nhiệm làm giám mục của Le Puy; năm 1259, ông được bổ nhiệm làm Tổng giám mục Narbonne; và vào tháng 12 năm 1261, Clemens trở thành hồng y đầu tiên được Urbanô IV vinh thăng, cho giáo phận Sabina. Ông là đại diện giáo hoàng ở Anh trong khoảng thời gian từ 1262 đến 1264.
Năm 1264, Clements IV đã gia hạn lệnh cấm Talmud do Gregory IX ban hành, người đã từng đốt nó công khai ở Pháp và Ý. Mặc dù Clements đã không kết án tử hình những người tàng trữ các bản sao của nó, nhưng đáp lại lời tố cáo về Talmud của Pablo Christiani, ông đã ra lệnh cho người Do Thái ở Aragon gửi sách của họ cho người kiểm duyệt ở Dominican để biên tập lại.
Clemens IV phong vương cho Charles d’Anjou, ông này đánh bại được Manfred. Ông khơi dậy cuộc Thập tự chinh thứ tám và cũng là lần cuối cùng, song kết thúc cũng chỉ là một sự thất bại.
Clements qua đời và được chôn cất tại tu viện Dominican, Santa Maria ở Gradi, ngay bên ngoài Viterbo, nơi ông cư trú trong suốt triều đại giáo hoàng của mình. Năm 1885, hài cốt của ông được chuyển đến nhà thờ San Francesco alla Rocca, ở Viterbo. Do sự chia rẽ không thể hòa giải giữa các hồng y, ngai tòa giáo hoàng bị bỏ trống trong gần ba năm (29 tháng 11, 1268 – 1 tháng 9, 1271), là thời kì trống tòa dài nhất lịch sử Giáo hội Công giáo.